# Direcció general de la Inspecció de Treball i Seguretat Social
La Direcció general de la Inspecció de Treball i Seguretat Social és un òrgan de gestió del Ministeri d'Ocupació i Seguretat Social depenent de la Subsecretaria d'Ocupació i Seguretat Social encarregada del bon funcionament del sistema de la Inspecció de Treball i Seguretat Social. Des d'abril de 2018 és un Organisme Autònom.

## Funcions
Les seves funcions es regulen en l'article 12 del Reial decret 703/2017:
- L'organització, direcció, planificació, coordinació i execució de l'actuació i funcionament del sistema de la Inspecció de Treball i Seguretat Social, atribuïdes per la Llei 23/2015, de 21 de juliol, Ordenadora del Sistema d'Inspecció de Treball i Seguretat Social, els seus reglaments de desenvolupament, així com per altres disposicions o pels convenis de col·laboració amb les comunitats autònomes.
- La representació i participació en els òrgans de consulta, assessorament i tècnics en organismes nacionals i internacionals, especialment, els de la Unió Europea, sense perjudici de les competències de la Secretaria General Tècnica, així com als programes d'actuació d'àmbit transnacional en els assumptes relacionats amb la Inspecció de Treball i Seguretat Social.
- La realització d'actuacions inspectores d'àmbit supraautonòmic en matèries de competència estatal, organismes de la Administració General de l'Estat i entitats col·laboradores en la gestió de la Seguretat Social.[3]
- L'elaboració, en col·laboració amb les comunitats autònomes, de plans, programes i protocols per a l'actuació inspectora en relació amb el control del compliment de la normativa de relacions laborals i de seguretat i salut laborals així com el seguiment i avaluació dels resultats aconseguits.
- La coordinació d'actuacions amb altres òrgans del Departament i les relacions amb altres organismes de la Administració General de l'Estat en relació amb les matèries indicades en la lletra anterior, en particular, als programes d'actuació per combatre la sinistralitat laboral.
- L'elaboració de plans, programes, accions, mètodes de recerca i protocols d'actuació per a la detecció i persecució de fraus i incompliments en matèria de seguretat social, economia irregular i treballadors estrangers, així com en matèria de bonificacions per a la contractació.
- La coordinació d'actuacions amb altres òrgans administratius amb competència en matèria immigratòria, així com amb entitats gestores i serveis comuns de la Seguretat Social.
- La planificació i gestió dels recursos humans del sistema de la inspecció en matèria de selecció, distribució geogràfica i sectorial, i el disseny dels plans i programes de formació, perfeccionament i promoció professional.
- La coordinació de la relació institucional, en particular amb les comunitats autònomes, a través dels òrgans consultius i de treball de l'autoritat central de la Inspecció.
- L'assistència tècnica a l'actuació inspectora a través d'instruccions, criteris tècnics i consultes, en coordinació amb les autoritats competents per raó de la matèria.
- Sense perjudici de les competències de les subdireccions generals dependents de la Subsecretaria, la planificació i gestió dels mitjans materials i econòmics necessaris per al desenvolupament de les funcions encomanades al Sistema de la Inspecció, així com la posada a disposició, actualització i manteniment d'equips, aplicacions i connexions informàtiques i la seva coordinació amb altres òrgans del propi Departament o de l'Administració General de l'Estat a les bases de dades del qual hagi de tenir-hi accés.

## Estructura
De la Direcció general depenen els següents òrgans:
- Subdirecció General per a la coordinació en matèria de Relacions Laborals, Prevenció de Riscos Laborals i Mesures d'Igualtat.
- Subdirecció General per a la inspecció en matèria de Seguretat Social, Economia irregular i Immigració.
- Subdirecció General de Relacions Institucionals i Assistència Tècnica.
- Subdirecció General de Suport a la Gestió.

### Organismes adscrits
- Direcció Especial d'Inspecció.

## Llista de directors generals
- Gabriel Álvarez del Egido (2017-)[5]
- José Ignacio Sacristán Enciso (2012-2017)[6]
- Demetrio Vicente Mosquete (2010-2012)[7]
- Raimundo Aragón Bombín (2004-2010)
- Francisco Javier Minondo Sanz (2002-2004)
- Carlos María Font Blasco (2001-2002)
- Dolores de la Fuente Vázquez (2000-2001)
- Francisco Javier Minondo Sanz (1996-2000)
- Encarnación Cazorla Aparicio (1993-1996)
- José Ignacio Domínguez García de Paredes (1990-1993)
- Alfredo Mateos Beato (1987-1990)
- Juan Ignacio Moltó García (1984-1987)